# The Valley (Anguilla)
The Valley ist der Hauptort und einer der 14 Distrikte des Britischen Überseegebietes Anguilla in der Karibik. Er hat einschließlich Upper und South Valley 1298 Einwohner (Stand 2011).
Den Namen erhielt die Insel von Christoph Kolumbus. Wegen ihrer Form nannte er sie Anguilla, das ist die italienische Bezeichnung für „Aal“.
| Bevölkerungsentwicklung | Bevölkerungsentwicklung | Bevölkerungsentwicklung | Bevölkerungsentwicklung | Bevölkerungsentwicklung |
| ----------------------- | ----------------------- | ----------------------- | ----------------------- | ----------------------- |
| Jahr                    | 1984                    | 1992                    | 2001                    | 2011                    |
| Einwohner               | 1709                    | 795                     | 1169                    | 1298                    |

Weil Anguilla zunächst von Antigua und später von St. Kitts aus verwaltet wurde, weist The Valley nur wenige im Kolonialstil errichtete Gebäude auf. Architektonisch herausragend ist das Wallblake House, das 1787 erbaut wurde. Des Weiteren gibt es in der Stadt die Loblolly Gallery, eine Kunstgalerie, und mit dem Anguilla National Trust Museum ein Museum.
Nahe der Stadt liegt der Clayton J. Lloyd International Airport.

## Persönlichkeiten
- Saymon Rijo (* 2000), Sprinter